# Distretto di Imam Sahib
Il distretto di Imam Sahib è un distretto dell'Afghanistan appartenente alla provincia di Konduz. Viene stimata una popolazione di circa 250.000 abitanti.